# 乌古论庆寿
乌古论庆寿，金朝末年将领，女真族。姓乌古论，河北西路（治今河北正定县）猛安人。
乌古论庆寿开始充任奉御，历任近侍局直长、局使。戍边有功，进一阶。泰和四年（1204年），升任局提点。奉诏按视开凿通州漕河。泰和六年（1206年），金朝攻打南宋，跟随右副元帅完颜匡攻唐州、邓州，为先锋都统。率骑兵八千攻下枣阳。扼守赤岸，断襄汉路，与诸军攻克随州，进渡汉江，包围襄阳。因谋略出众，受完颜匡表荐，进一官，升任拱卫直都指挥使，兼近侍局提点。大安元年（1209年），卫绍王完颜永济即位，改任左副点检。因为与黄门李新喜题品诸王，坐罪免死除名。起复为保安州刺史，后来历任同知延安府、西北、西南招讨副使、棣州防御使、兴平军节度使。贞祐二年（1214年），升任元帅右都监，以保全平州有功，进官五阶。金宣宗迁都汴京（今河南开封市），改任右副点检兼侍卫亲军副都指挥使，知大兴府事，再改左副点检兼亲军副都指挥，知彰德府事。贞祐三年（1215年），蒙古军包围中都（今北京），中都危急。乌古论庆寿改元帅左都监，领大名府、西南路、河北兵数万，救援中都，行至霸州北，被蒙古军击溃，中都失陷。改任大名府宣抚使，知河中府，权河东南路宣抚副使。贞祐四年（1216年），升任元帅左监军兼陕西统军使，驻守延安，在安寨堡击败西夏兵。兴定元年（1217年），与签枢密院事完颜赛不领兵伐南宋，在泥河湾石壕村、樊城击破宋兵。历任镇南、集庆军节度使。